# Ландау, Самуил
Самуил Ландау (лит. Samuelis Landau 29 сентября 1886, Паневежис —  1940, Каунас) — литовский банкир, политический и общественный деятель, член Учредительного Сейма Литовской республики.

## Биография
В 1906 году окончил Екатеринославскую гимназию и в тому же году поступил в Киевский коммерческий институт.
Вернулся в Паневежис в 1908 году. Работал служащим в городских банковских учреждениях. Во время Первой мировой войны жил в России. После войны вернулся в Литву, он жил и работал в Паневежисе, затем в Каунасе. Много сил уделял работе в еврейской общине, член правления Паневежисского еврейского народного банка.
Кандидат на выборах в Павежисском избирательном округе Учредительный Сейм Литовской республики, но избран не был. После смерти в мае 1921 года Н. Фридмана 20 сентября того же года избран в Учредительный Сейм на освободившееся место.  Принадлежал к литовской еврейской группе.